# Потсдамски споразум (1911)
Потсдамски споразум (Потсдамска конвенција) је назив споразума између Русије и Немачке који су потписали у Санкт Петербургу 6/19. августа 1911, заменик министра спољних послова Русије А. А. Нератоф и немачког амбасадор у Русији грофа Фридриха фон Пурталеса. Потсдамским споразум су завршени преговори у Потсдаму између Николаја II и Вилхелма II у 1910. години, отуда и име тог споразума. 

## Повод за склапање споразума
Багдадска железница је крајем 19. и почетком 20. века била од веома велике важности због тога што је повезивала Европу са Малом Азијом и Средњим истоком. Пруга је спајала Истанбул и Басру у Ираку и у старту њене изградње финансирана је немачким капиталом. Деоница кроз Анадолију је завршена 1896. године и тада је требало да се продужи до Багдада. Тада су Француска, Русија и нарочито Велика Британија (јер је сматрала изградњу ове пруге директном претњом њеној колонији Индији) упутиле протест Османском царству поводом изградње ове пруге која је сместа обустављена на више година.

## Суштина споразума
По Потсдамском споразуму, Русија се обавезала да не омета изградњу пруге Берлин - Багдад, а такође се обавезала да ће добити од Ирана концесију за железничку пругу Техеран — Ханекин (иранска граница — граница Османског царства). 
Немачка је признала постојање „специјалних интереса“ Русије у северном Ирану, и обавезала се да не тражи уступке тамо, али је такође дала гаранције да неће градити огранак багдадске железнице на север од Ханекина.
После потписивања овог споразума изградња пруге је 1911. обновљена.